# مارتن أدلر
مارتن أدلر (بالسويدية: Martin Adler)‏ هو صحفي سويدي وصومالي، ولد في 30 أكتوبر 1958 في ستوكهولم في السويد، وتوفي في 23 يونيو 2006 في مقديشو في الصومال.